# منتخب بروناي لكأس فيد
منتخب بروناي لكأس فيد (بالإنجليزية: Brunei Fed Cup team)‏ هو ممثل بروناي الرسمي في كرة المضرب في كأس فيد
.